# Renoma
Dom Handlowy Renoma, dawniej: Powszechny Dom Towarowy, znany pod skrótem PDT (PeDeT) (niem.: Warenhaus Wertheim, Dom Towarowy Wertheim) – zabytkowy dom towarowy we Wrocławiu, położony przy ulicy Świdnickiej 40. 25 kwietnia 2009 otwarty ponownie po gruntownej przebudowie i rozbudowie.

## Historia
Dom towarowy Wertheim został zbudowany w 1930 przez berlińską firmę handlową rodziny Wertheim w miejscu kwartału kamienic miejskich, w tym hotelu Residenz. Uroczyste otwarcie nastąpiło 2 kwietnia 1930. Ówcześnie był największym domem towarowym we Wrocławiu i miał stanowić konkurencję dla Domu Braci Barasch.

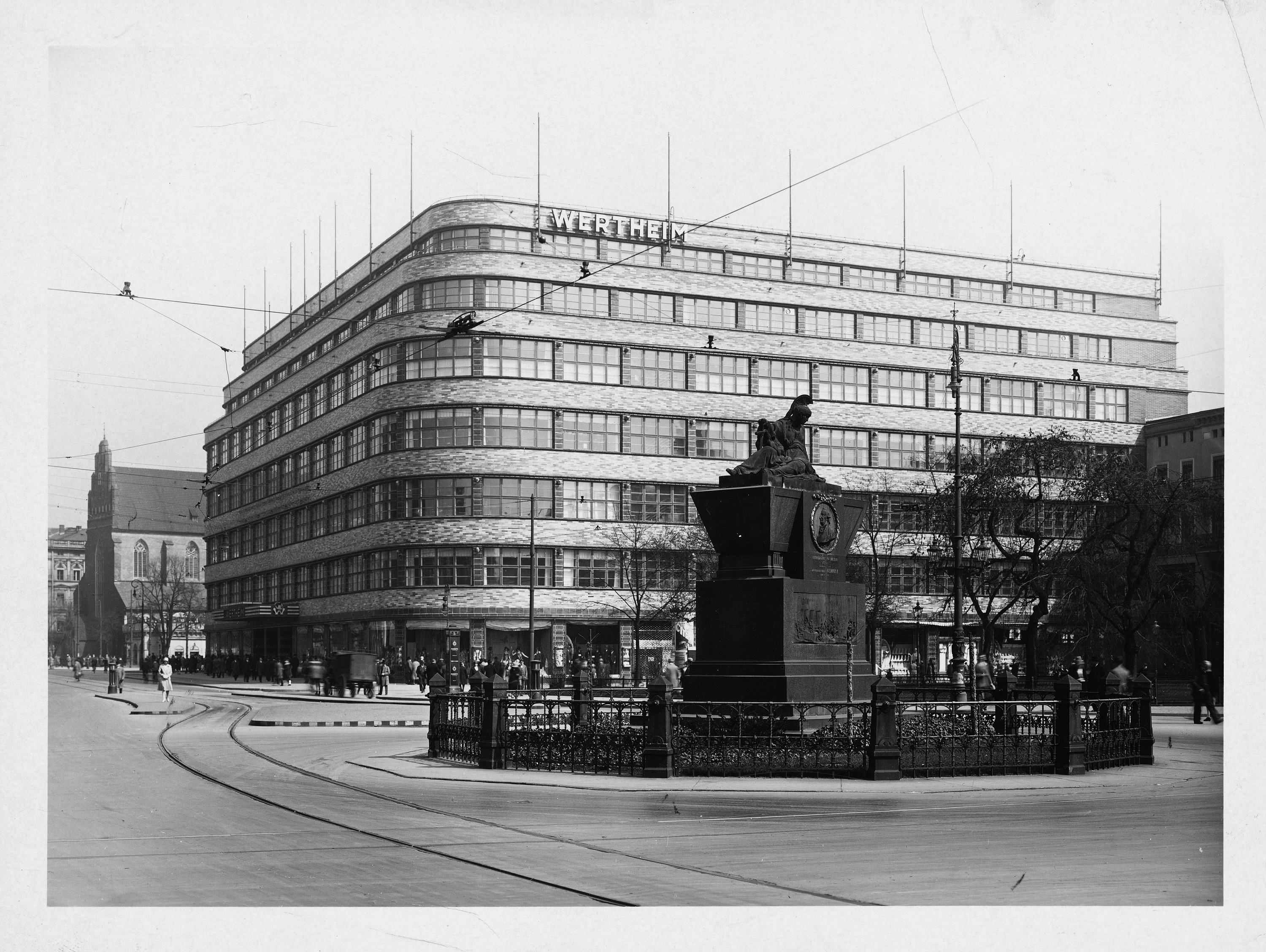
Wertheim w 1929 i pomnik Friedricha Bogislava von Tauentziena

Budynek zaprojektował berliński architekt Hermann Dernburg, który w konkursie architektonicznym pokonał znanych architektów, takich jak Theodor Effenberger, Erich Mendelsohn czy Ludwig Moshamer. Pierwotny projekt przewidywał poszerzenie domu o dalszą część przy pl. Czystym (Salvatorplatz), jednak nie został zrealizowany wskutek wielkiego kryzysu. Kryzys gospodarczy, dojście do władzy nazistów i noc kryształowa przyniosły upadek handlu oraz prześladowania Żydów, w tym również rodziny Wertheimów. Po działaniach antyżydowskich w 1937, jak wszystkie inne domy towarowe, został przejęty przez nowo założoną spółkę AWAG (Allgemeine Warenhaus Gesellschaft).

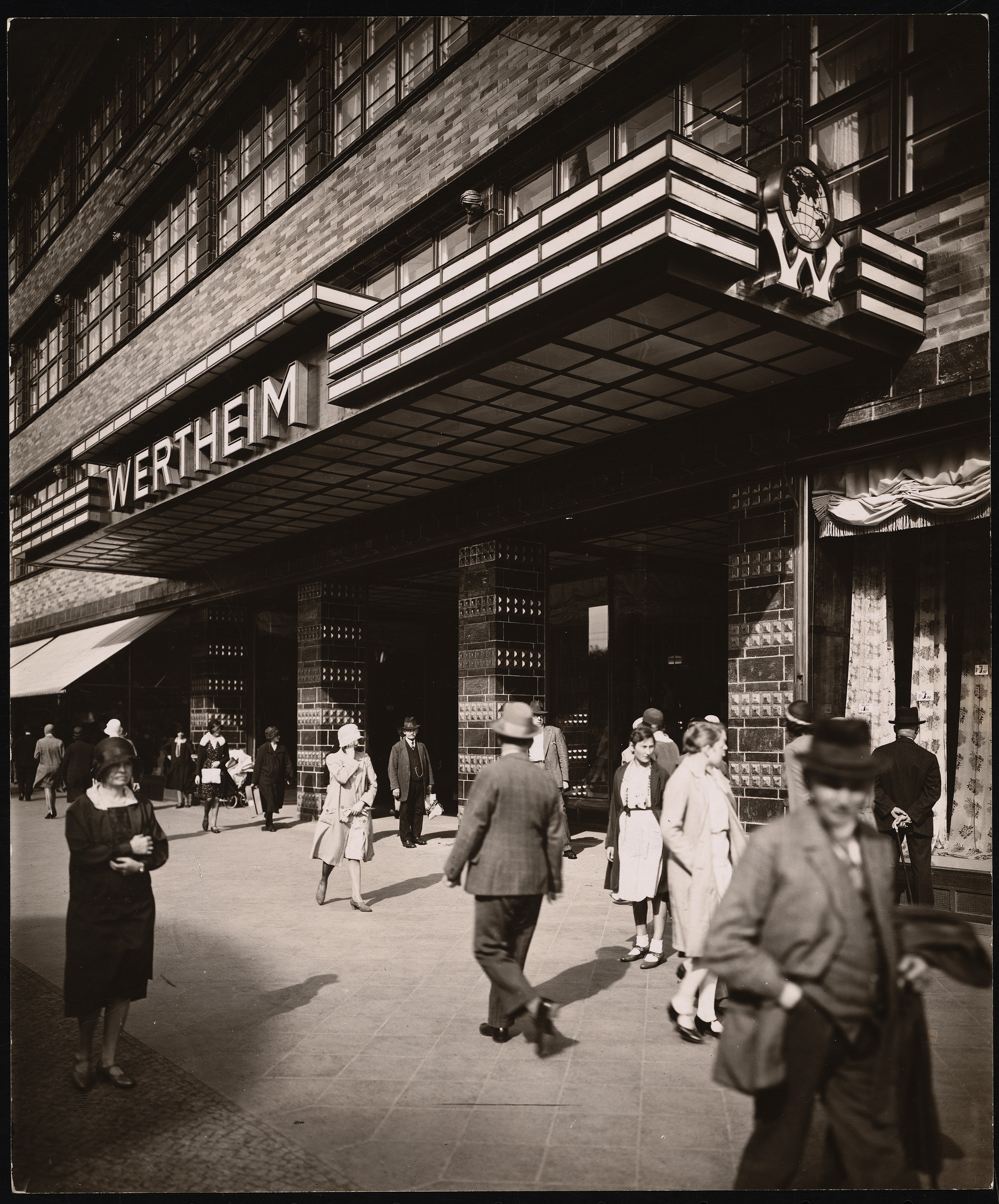
Wertheim w 1929

W 1942 roku w ramach wymuszonej alianckimi nalotami decentralizacji przemysłu zbrojeniowego, Ministerstwo Lotnictwa Rzeszy zdecydowało o przeniesieniu części przedsiębiorstwa (jeden oddział) Albert Patin, Werkstätten für Fernsteuerungstechnik GmbH do Breslau, gdzie przydzielono jej pomieszczenia na górnych piętrach domu handlowego AWAG. Oddział prowadził produkcję urządzeń o kryptonimach A 25 i N 12, w dalszej przyszłości miano podjąć się naprawy sprzętu mechanicznego. Pod koniec II wojny światowej, 12 marca 1945, został zbombardowany i stał w płomieniach przez kilka dni.
Otwarto go ponownie po trzech latach, z okazji Wystawy Ziem Odzyskanych jako największy w Polsce Powszechny Dom Towarowy. Pierwsze piętro oddano w 1953, drugie przygotowywano do użytkowania przez 15 lat. Piąte i szóste piętro otwarto w latach 1984–1985. Nazwę Renoma wyłoniono w konkursie przeprowadzonym wśród czytelników Słowa Polskiego. W 1977 budynek wpisano do rejestru zabytków jako sztandarowe dzieło europejskiego modernizmu. Pod koniec lat 90. XX wieku obiekt został sprywatyzowany. W latach 2005–2009 obecny właściciel Centrum Development & Investments przeprowadził renowację i rozbudowę budynku o nowe skrzydło w miejscu pierwotnie przewidzianym przez Hermanna Dernburga. Projekt został ukończony w kwietniu 2009, a ponowne uroczyste otwarcie odbyło się 25 kwietnia o godzinie 9.00.
W 2016 r. nowym właścicielem Domu Handlowego Renoma została spółka Griffin Premium RE. (teraz Globalworth Poland Real Estate N.V. (GPRE)), Spółka typu REIT powstała w grudniu 2016 r. poprzez wyodrębnienie dziewięciu nieruchomości z portfela stworzonego i zarządzanego przez grupę Griffin Real Estate, inwestora na  rynku nieruchomości komercyjnych w Europie Środkowej i Wschodniej.

## Architektura

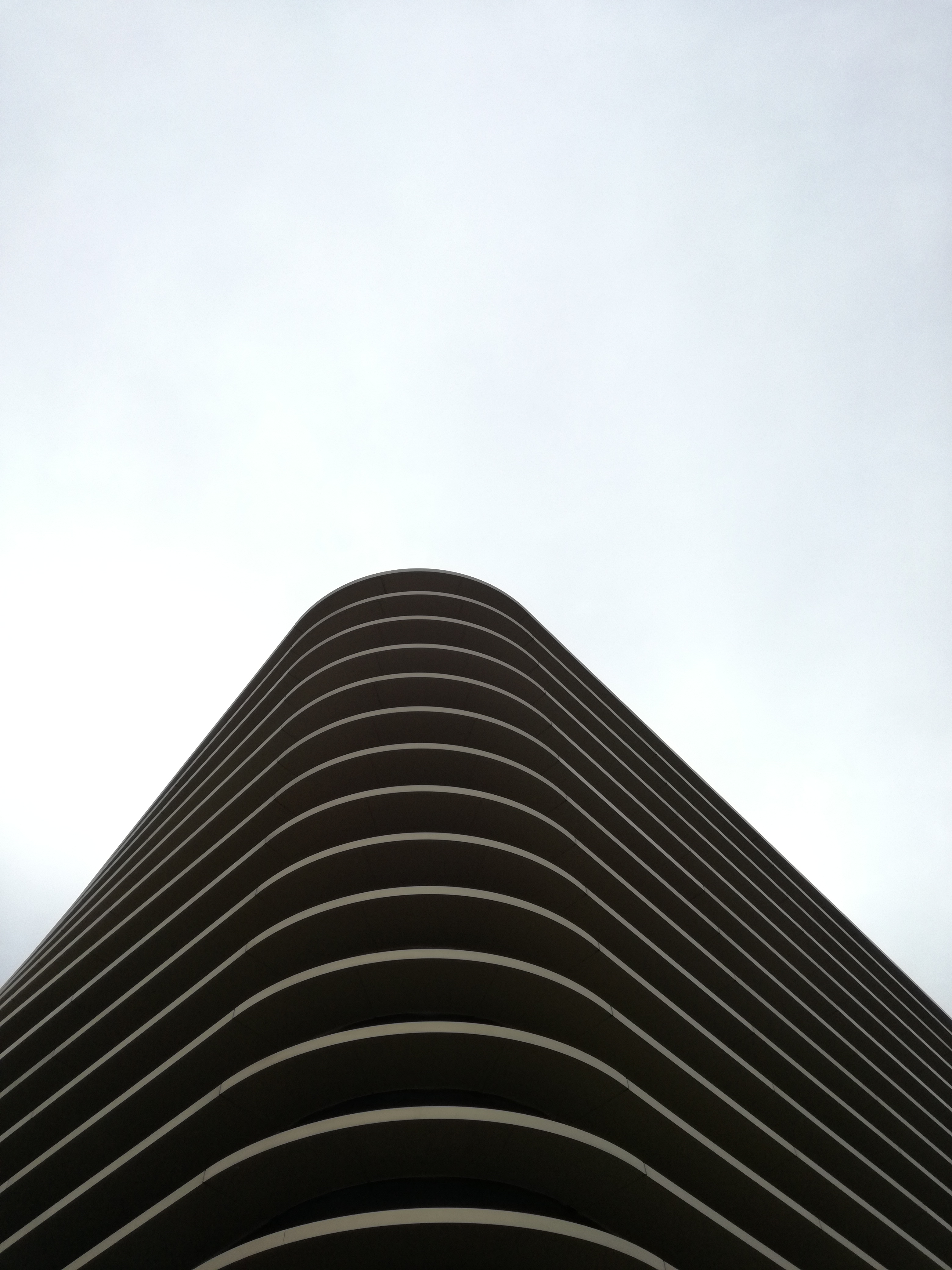
Narożnik rozbudowanej części "Renomy" stanowiącej parking, proj. Zbigniew Maćków

Zamknięty konkurs architektoniczny rozpisano w październiku 1927, a rozstrzygnięto rok później. Za najlepszą uznano pracę oznaczoną godłem Wratislaviae, wykonaną pod kierunkiem prof. Hermana Dernburga. Dernburg zastosował klasyczne rozwiązanie domu towarowego, z dwoma olbrzymimi dziedzińcami (przekrytymi szklanym dachem na wysokości 1. piętra), doprowadzającymi światło dzienne i zapewniającymi cyrkulację powietrza we wnętrzach oraz zaproponował horyzontalny układ elewacji. Budynek miał siedem kondygnacji, przy czym ostatnie cofały się schodkowo. Parter wyposażono w wielkie witryny, a wyższe piętra w horyzontalne okna. Oba narożniki od strony ulicy Świdnickiej były zaokrąglone.
Elewację domu towarowego Wertheim kształtowały obiegające cały budynek pasy okien oraz biegnące poniżej i powyżej nich ceramiczne gzymsy i licowane szkliwioną ceramiką ścianki podparapetowe. Wielką rolę przywiązano do detali zdobiących elewację. Plastyczne ukształtowanie fasady, będące dziełem rzeźbiarzy Ulricha Nitschke i Hansa Klakowa, składało się z ceramicznych gzymsów, rzeźb ludzkich głów, kwiatonów (szyszek) oraz masztów. Od strony południowej i zachodniej do filarów międzyokiennych na 5. piętrze zamocowano stalowe mechanizmy markiz, a na 6. piętrze dwadzieścia dwa maszty flagowe, każdy o wysokości 5,5 metra.
Główne wejście znalazło się na osi budynku od strony ulicy Świdnickiej. Parter i cztery piętra przeznaczono na sale sprzedaży. Większość powierzchni tych kondygnacji stanowiły przestronne sale, w których poza słupami konstrukcyjnymi nie istniały żadne elementy ograniczające wgląd w głąb budynku. Dwie najwyższe kondygnacje były zajęte przez biura firmy, pomieszczenia do prowadzenia szkoleń personelu oraz gastronomię. Szczególnie atrakcyjna była restauracja umieszczona na 5. i 6. piętrze od strony placu Kościuszki, mieszcząca czterysta osób. Składały się na nią dwie sale znajdujące się jedna nad drugą oraz wysoka na dwie kondygnacje sala wielofunkcyjna od strony ulicy Świdnickiej. Sale restauracji otwierały się na tarasy od strony placu Kościuszki i ulicy Świdnickiej, skąd rozpościerał się widok na całe miasto i panoramę Karkonoszy.

## Fakty i liczby
Renoma po rozbudowie uzyskała dwukrotnie większą powierzchnię całkowitą – niemal 100 tys. m². Galeria handlowa na 5 kondygnacjach mieści około 120 sklepów i butików na powierzchni 31 tys. m². Trzy górne piętra zabytkowej części to ponad 10 tys. m². powierzchni biurowych przeznaczonych dla centrum finansowo-księgowego firmy Hewlett-Packard, które mieści się w Renomie od kwietnia 2005.
Nowa Renoma w liczbach:
- Powierzchnia całkowita obiektu – 99 500 m²
- Powierzchnia handlowa (5 kondygnacji) – 31 000 m²
- Powierzchnia biurowa (3 kondygnacje) – 10 068 m²
- Liczba miejsc parkingowych – 630
- Koszt inwestycji – ponad 100 mln €
- Otwarcie – 25 kwietnia 2009 r.

## Galeria

### Zdjęcia przedwojenne

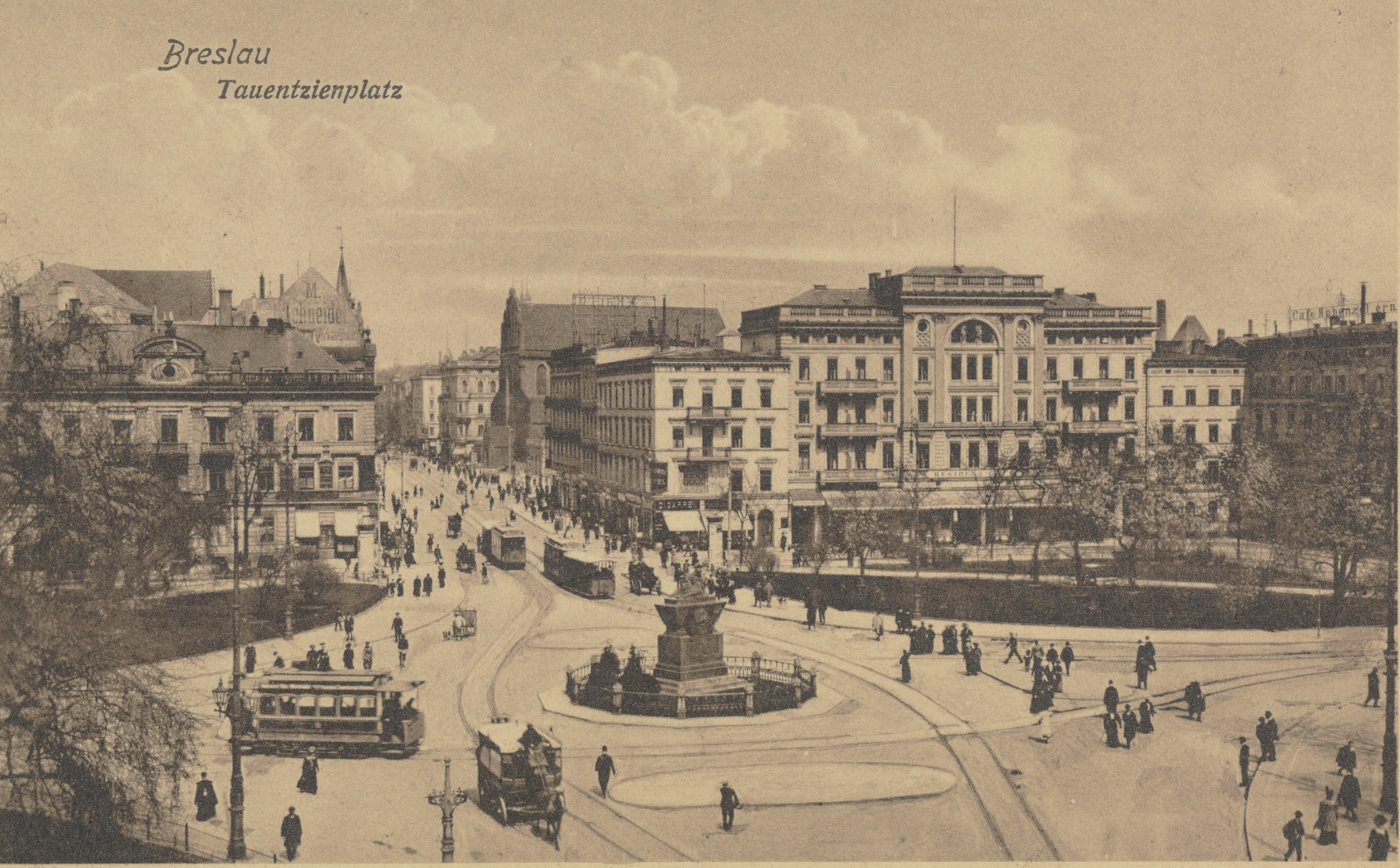
Tauentzienplatz, dawny hotel Residenz
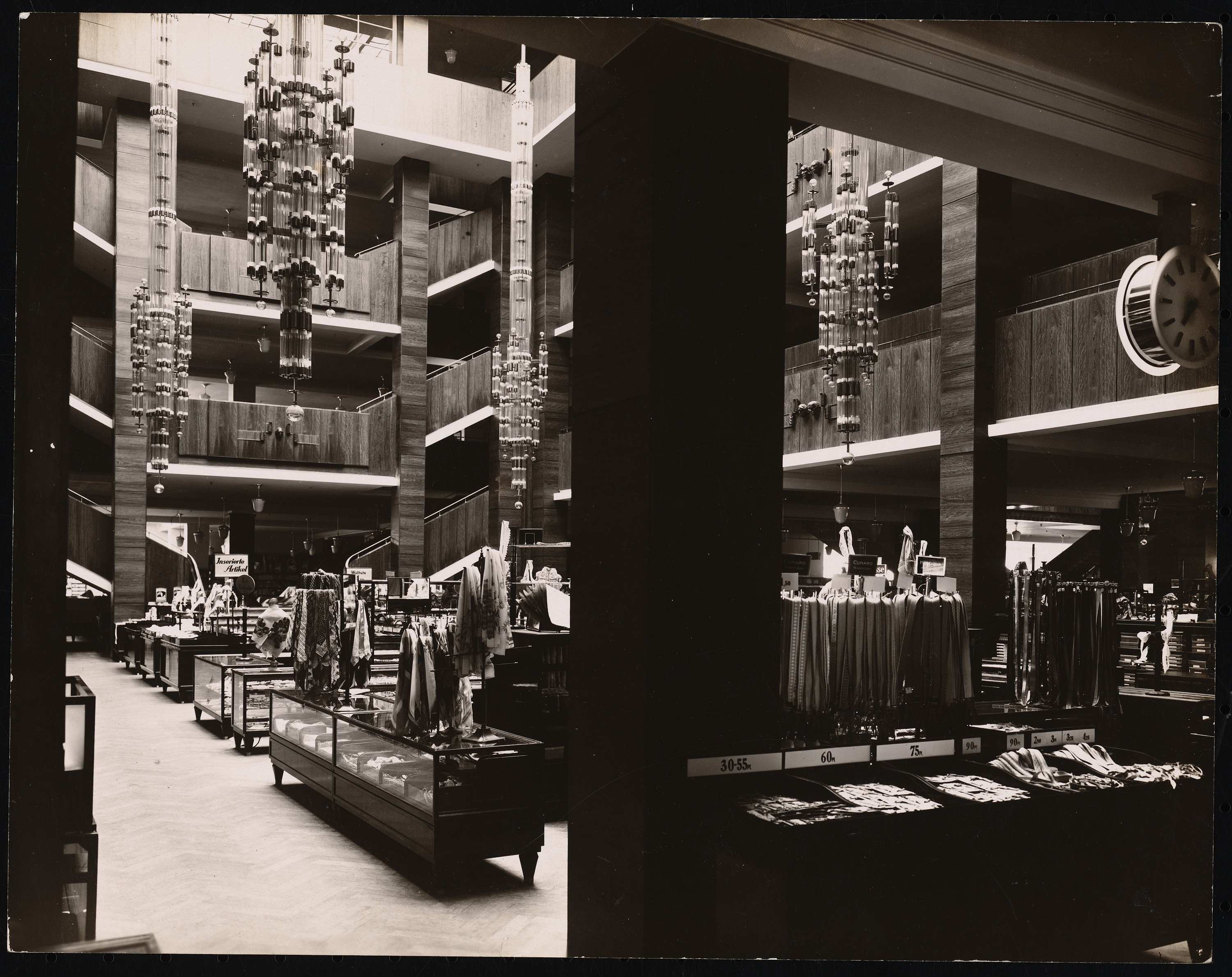
Wnętrze, lata 30.

### Architektura

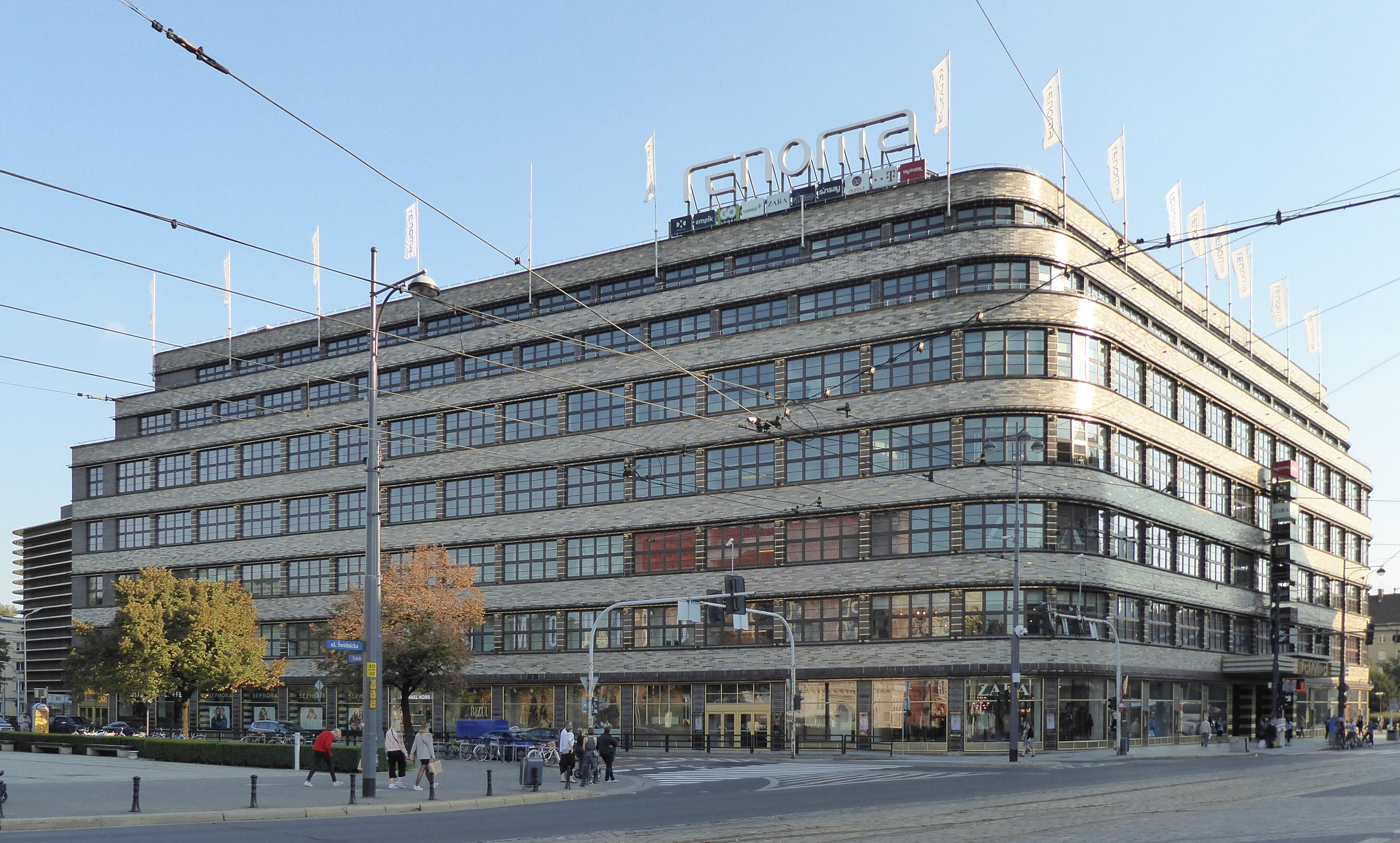
Budynek po remoncie
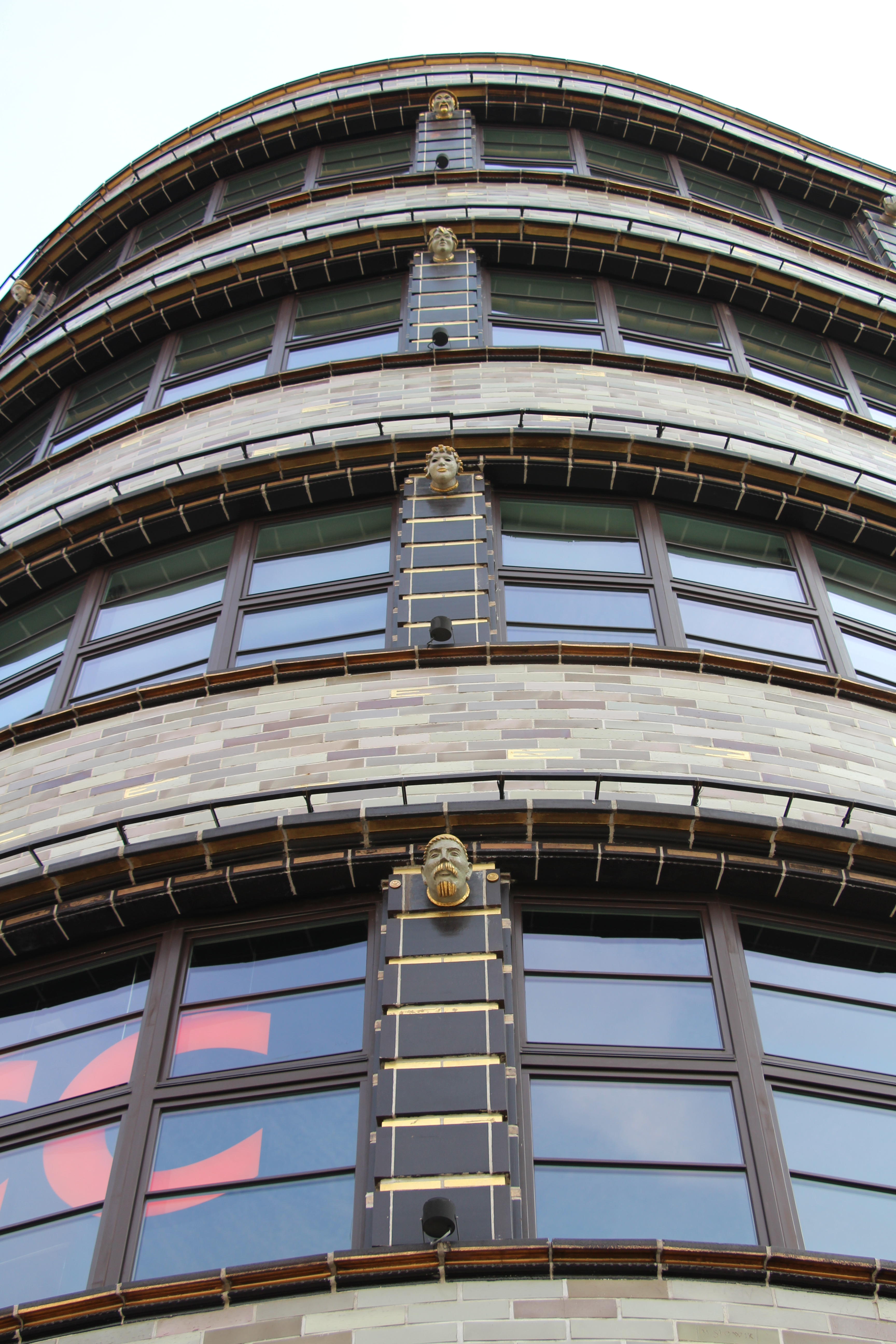
Narożnik budynku
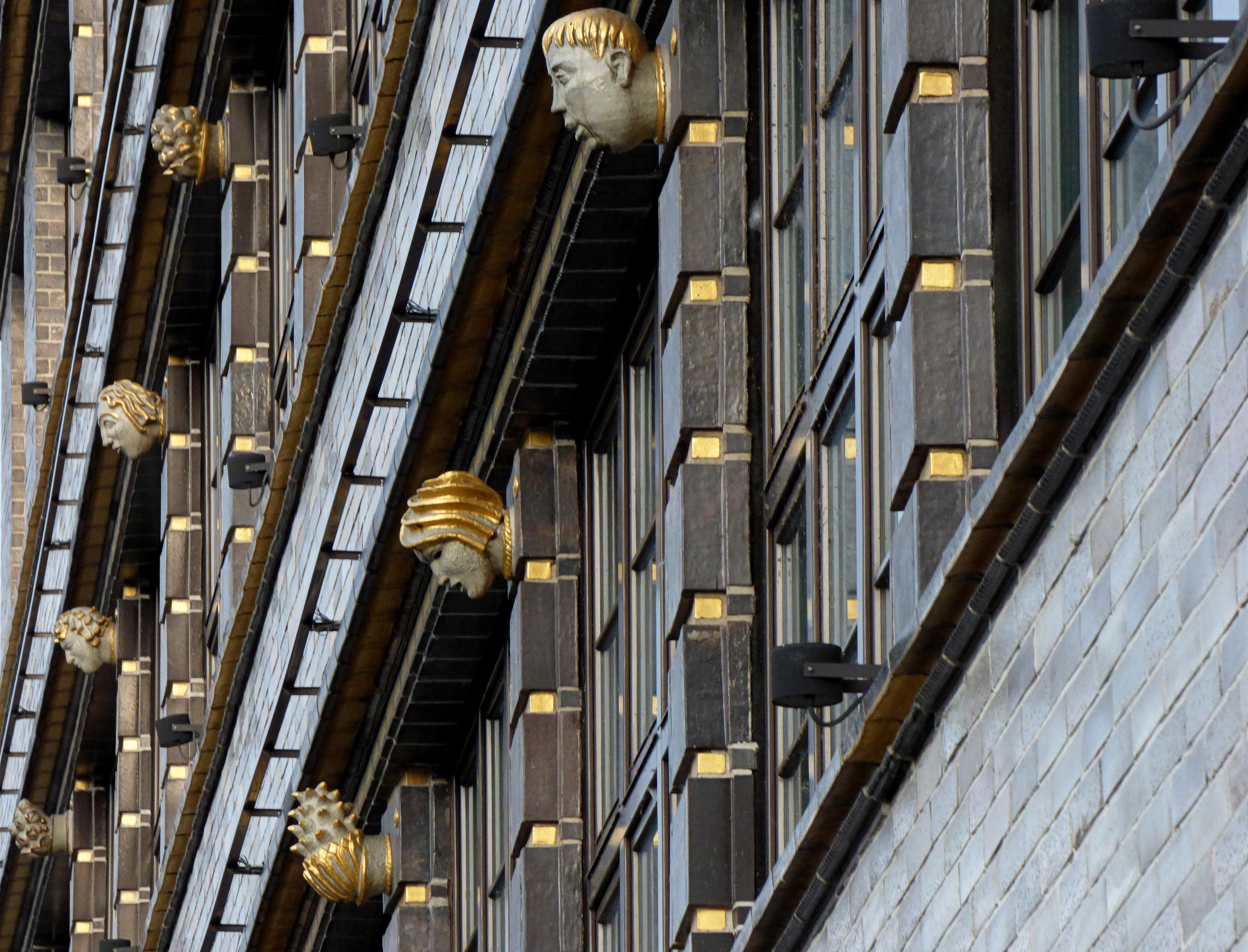
Detale elewacji
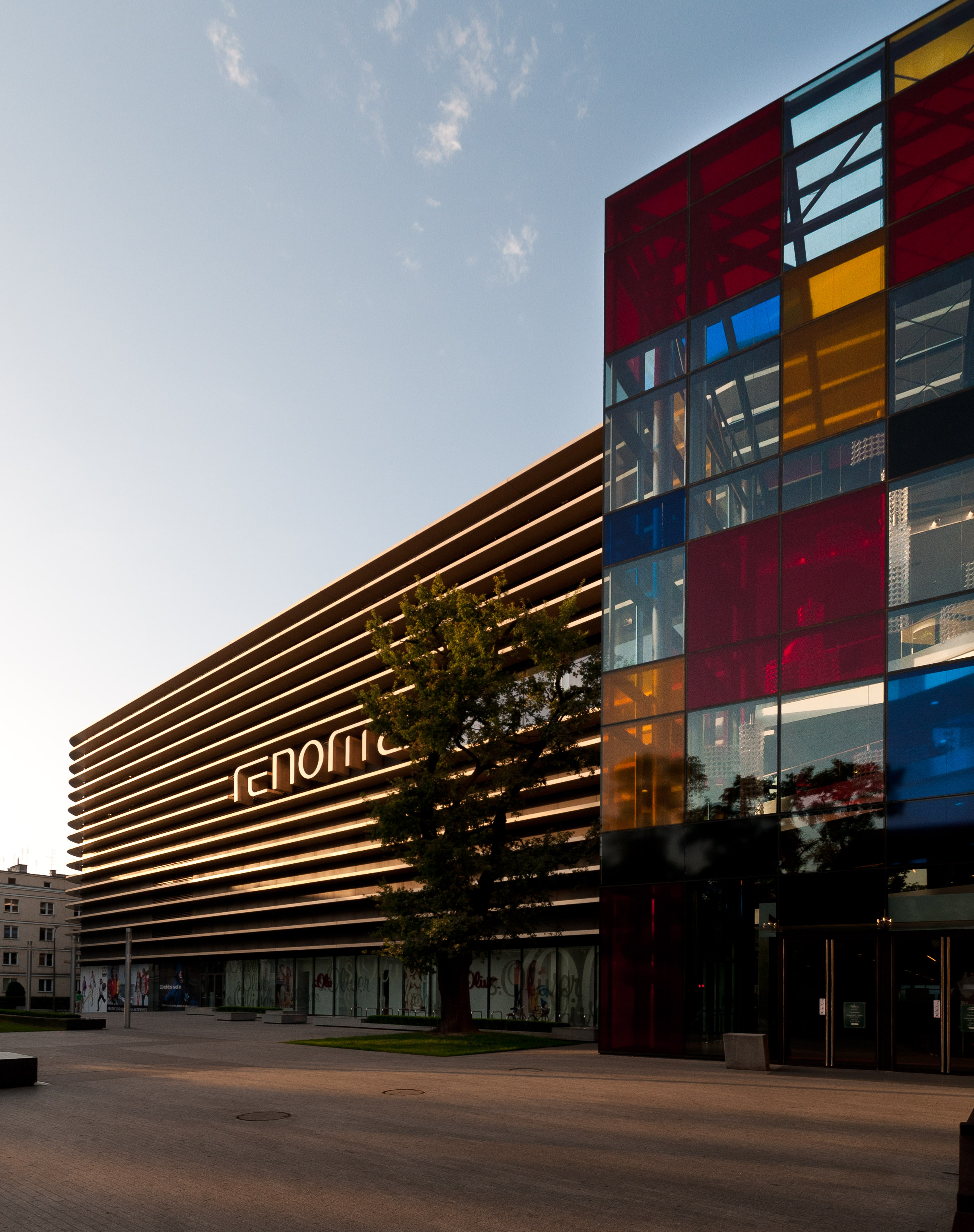
Rozbudowana część współczesna
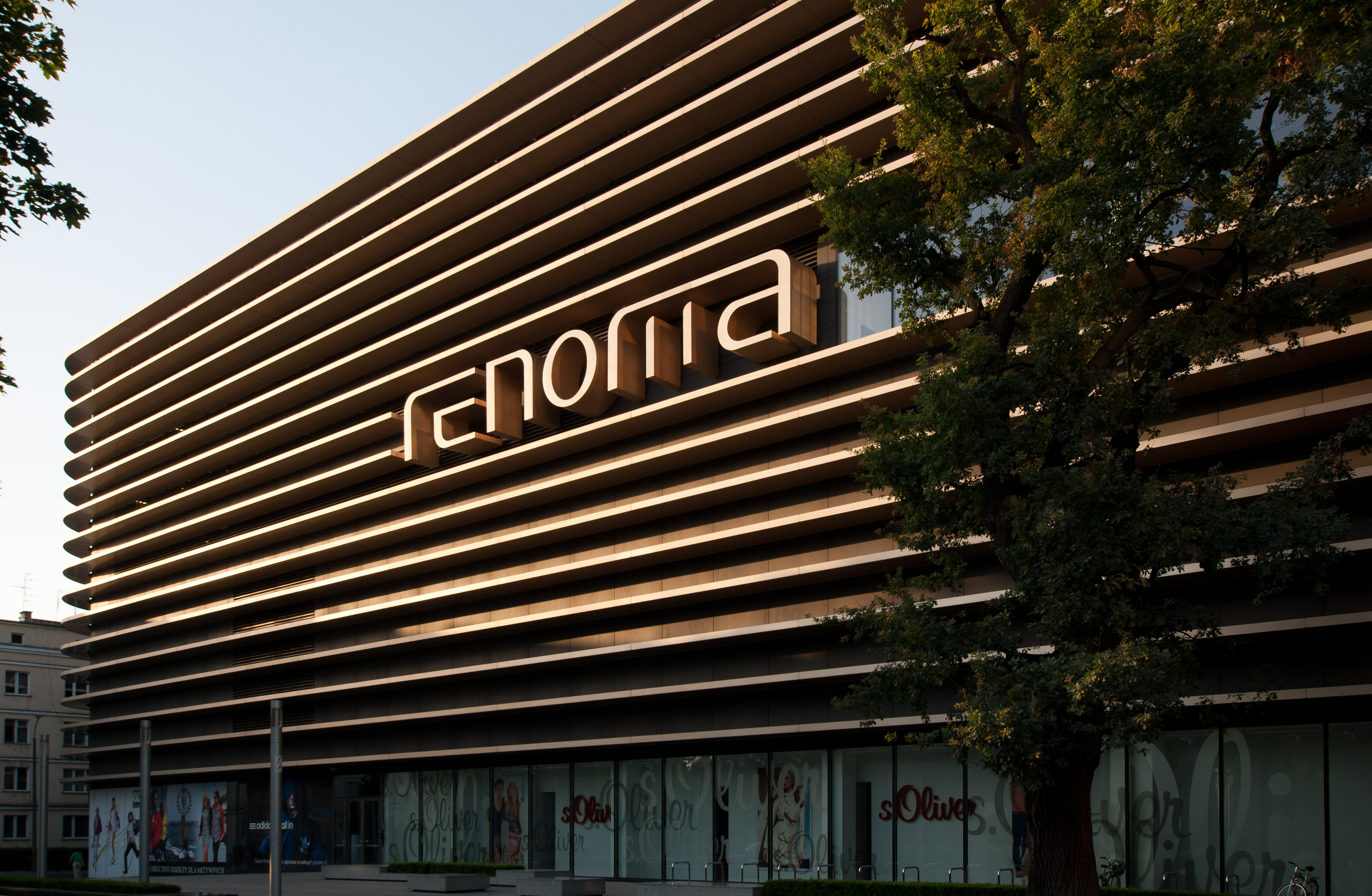
Rozbudowana część współczesna
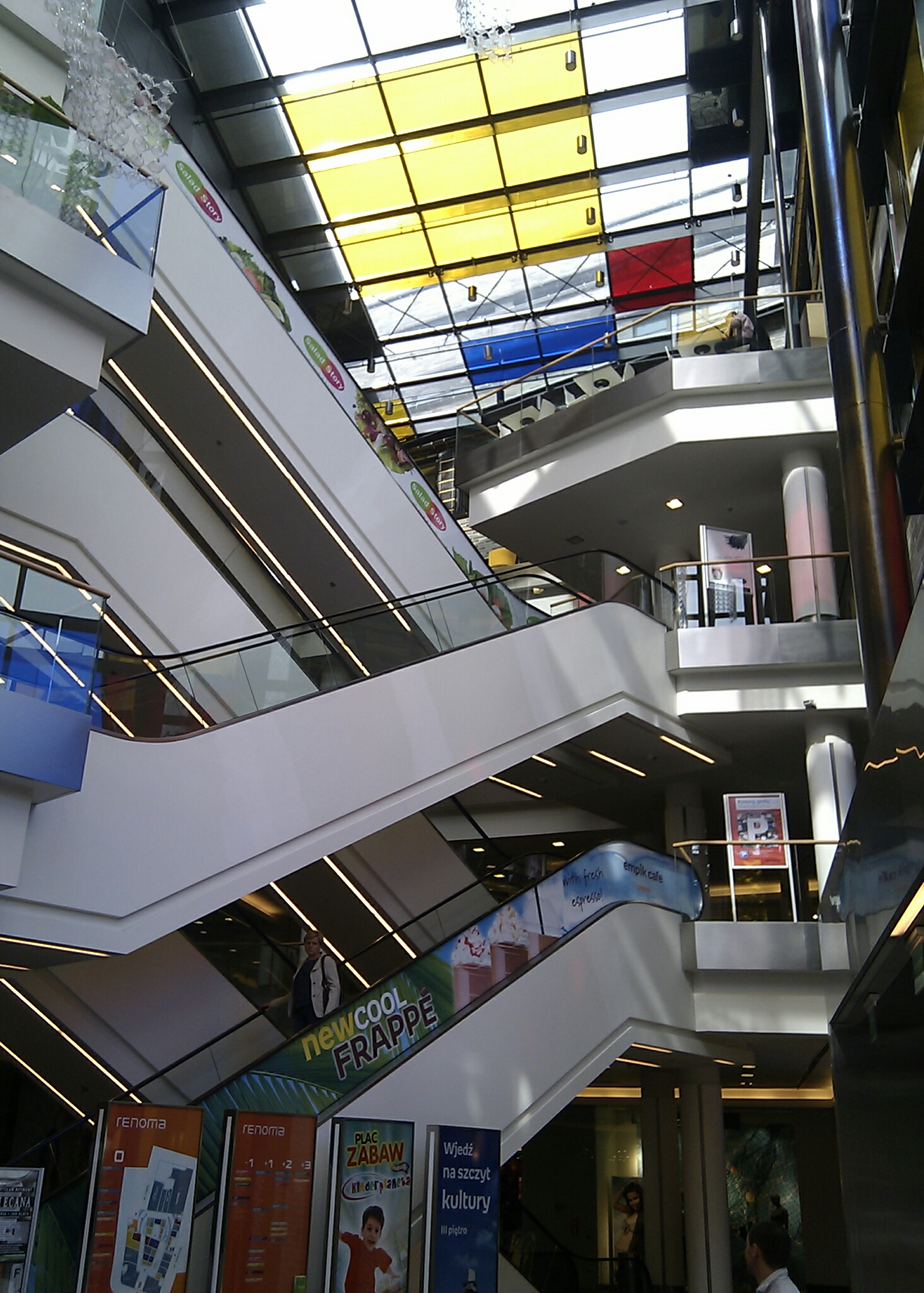
Wnętrze (2011)